# ژیل بریسون
ژیل بریسون (انگلیسی: Gilles Brisson؛ زادهٔ ۹ آوریل ۱۹۵۸) بازیکن فوتبال اهل فرانسه است.
از باشگاه‌هایی که در آن بازی کرده‌است می‌توان به باشگاه فوتبال پاری سن ژرمن، باشگاه فوتبال پاریس، باشگاه فوتبال سوشو، و باشگاه فوتبال تولوز اشاره کرد.